# Damerower Wald, Schlepkower Wald und Jagenbruch
Das Naturschutzgebiet Damerower Wald, Schlepkower Wald und Jagenbruch liegt auf dem Gebiet der Gemeinden Nordwestuckermark und Uckerland im Landkreis Uckermark in Brandenburg.
Das Gebiet mit der Kenn-Nummer 1612 wurde mit Verordnung vom 11. Juni 2013 unter Naturschutz gestellt. Das rund 671 ha große Naturschutzgebiet erstreckt sich westlich von Schlepkow, einem Ortsteil von Uckerland. Nördlich verläuft die B 198 und am südlichen Rand die Landesstraße L 25. Am westlichen Rand des Gebietes verläuft die Landesgrenze zu Mecklenburg-Vorpommern, am südwestlichen Rand erstreckt sich der 193 ha große Dammsee.